# Дюнкеркська ратуша
51°02′16″ пн. ш. 2°22′36″ сх. д. / 51.037662° пн. ш. 2.376755° сх. д.
Дюнкеркська ратуша (фр. Hôtel de ville de Dunkerque) — історичний будинок в місті Дюнкерк.

## Історія
Нинішня будівля ратуші є не першою в історії Дюнкерка. Перша ратуша міста датується 1233 роком. За наказом маршала Терма 1558 року ратушу знесли. Через чотири роки була відкрита нова, проте 1642 року вона згоріла. Вона була відкрита після реконструкції в 1644 році. У 1896 році будівля остаточно занепала і була знесена.
Нову мерію вирішено було побудувати в Новому фламандському стилі за проектом Луї-Марі Кордонньє, відомим будівлею Торгово-промислової палати Лілля. 30 травня 1897 року був закладений перший камінь, а 17 вересня 1901 року відбулося урочисте відкриття, на якому був присутній президент Франції Еміль Лубе.
Будівля постраждала під час Світових воєн. Великої шкоди було завдано бомбардуванням 27 травня 1940 року. Після визволення Франції розпочалася реставрація. У 1955 році відновлену ратушу відкрив президент Рене Коті.
Фасад будівлі прикрашають шість статуй визначних особистостей в історії міста.
У 1989 році ратуша була визнана історичною пам'яткою Франції. А вежа ратуші — одна з 56 беффруа Бельгії та Франції, що входять до списку Всесвітньої спадщини.